# Amaurobioidea
Amaurobioidea è una  superfamiglia di aracnidi araneomorfi che comprende una sola famiglia:
- Amaurobiidae THORELL, 1870